# Jouques
Jouques is een gemeente in het Franse departement Bouches-du-Rhône (regio Provence-Alpes-Côte d'Azur). De plaats maakt deel uit van het arrondissement Aix-en-Provence. Jouques telde op 1 januari 2022 4.478 inwoners.

## Geografie
De oppervlakte van Jouques bedraagt 80,35 km², de bevolkingsdichtheid is 55 inwoners per km² (per 1 januari 2019).
De onderstaande kaart toont de ligging van Jouques met de belangrijkste infrastructuur en aangrenzende gemeenten.

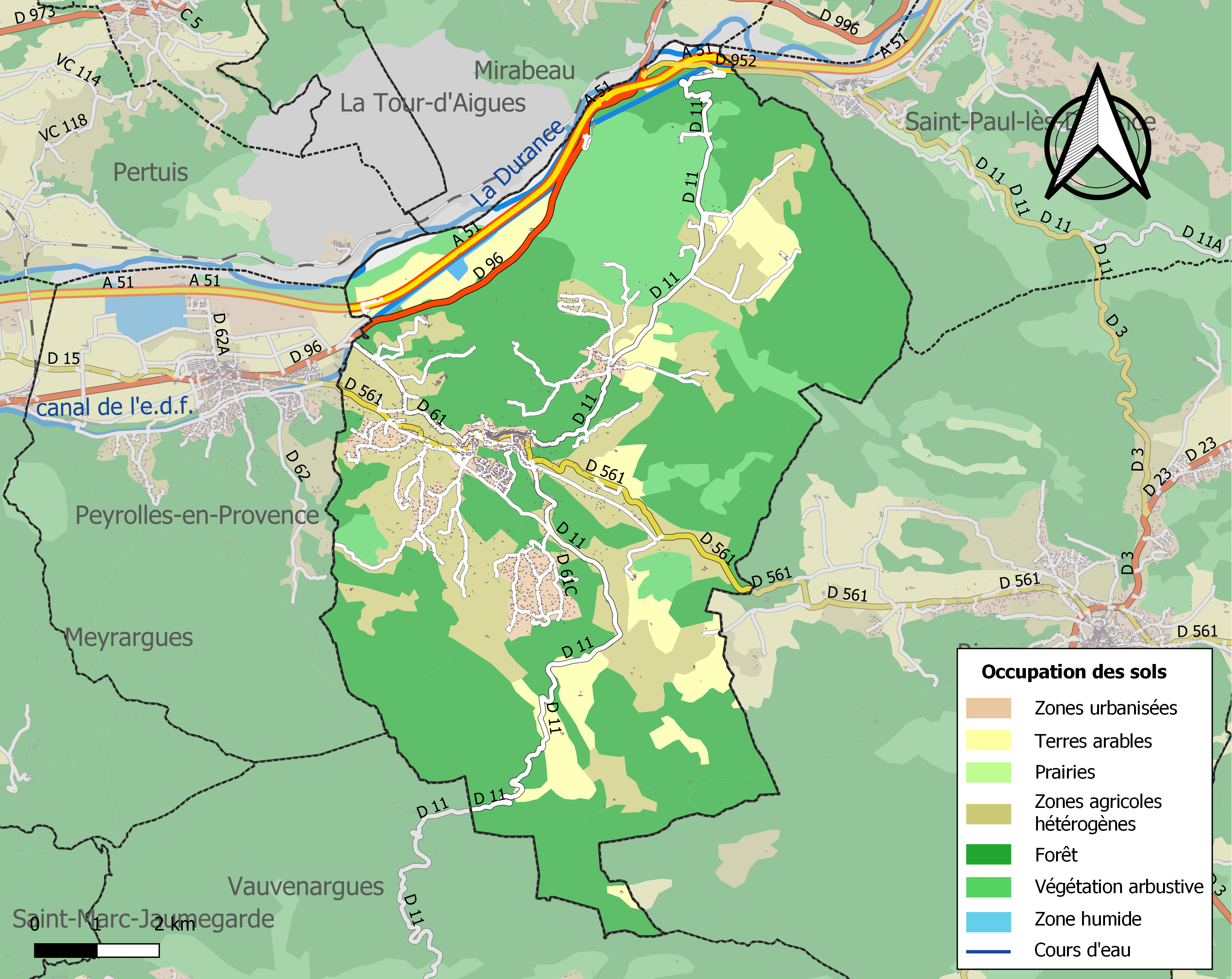

## Demografie
Onderstaande figuur toont het verloop van het inwonertal (bron: INSEE-tellingen).
Vanwege een beveiligingsprobleem met de MediaWiki Graph-software is het momenteel niet mogelijk deze grafiek weer te geven. Zodra de software is bijgewerkt zal de grafiek vanzelf weer zichtbaar worden.